# Lambakara
Lambakara is een bestuurslaag in het regentschap Oost-Soemba van de provincie Oost-Nusa Tenggara, Indonesië. Lambakara telt 1464 inwoners (volkstelling 2010).